# Emathis unispina
Emathis unispina là một loài nhện trong họ Salticidae.
Loài này thuộc chi Emathis. Emathis unispina được Pelegrin Franganillo-Balboa miêu tả năm 1930.